# Endiandra crassiflora
Endiandra crassiflora là loài thực vật có hoa trong họ Nguyệt quế. Loài này được C.T.White & W.D.Francis miêu tả khoa học đầu tiên năm 1921.